# Skip Thoren
Duane W. Thoren, detto Skip (Rockford, 5 aprile 1943), è un ex cestista statunitense, professionista in Italia e nella ABA.

## Carriera
Venne selezionato dai Baltimore Bullets al quarto giro del Draft NBA 1965 (30ª scelta assoluta).

## Palmarès

### Squadra
- Campionato italiano: 1

Olimpia Milano: 1965-66
- Coppa dei Campioni: 1

Olimpia Milano: 1965-66

### Individuale
- NCAA AP All-America Second Team (1965)
- Maggior numero di rimbalzi offensivi in stagione ABA: (1968-1969)
- ABA All-Star Game: 1

1969